# Bezan Mahmudi
Bezan Mahmudi, född 20 september 1994, är en svensk grappling- och MMA-utövare som 2019 blev världsmästare i MMA klass A i atomvikt. Mahmudi är även trefaldig svensk mästare i submission wrestling.

## Bakgrund
Mahmudi är av kurdisk härkomst Hennes första kampsport var jujutsu (nogi) som hon började med maj 2015 på MMA Academy i Oslo, Norge där hon bodde då. Efter tre år i Norge flyttade hon hem till Sverige och Gävle sommaren 2016 och började i samband med det att träna submission wrestling. Redan tidigt hade hon däremot bestämt sig för att målet inte var "bara" grappling, utan hon ville skapa sig en karriär inom MMA.

## Karriär

### Submission wrestling
Redan efter ett års träning hade Mahmudi vunnit SM-guld. Efter två år deltog hon i EM och vann ett brons.

### MMA klass A

#### VM 2019
Kvartsfinalmatchen i 2019 års VM gick mot finskan Jenna Horto som Mahmudi vann mot via domslut. Semifinalen vann hon via WO då hennes mexikanska motståndare Geraldo misslyckades med invägningen. I finalen vann hon efter att ha dominerat sin kazakska motståndare Tursyn på marken i första och sista ronden.

## Tävlingsfacit

### MMA Klass A
| Resultat | Facit | Motståndare            | Metod                  | Evenemang                      | Datum             | Rond | Tid  | Plats                      | Notering             |
| -------- | ----- | ---------------------- | ---------------------- | ------------------------------ | ----------------- | ---- | ---- | -------------------------- | -------------------- |
| Förlust  | 0-1   | Nadja Eriksson (SWE)   | Domslut                | Fight Club Rush 1              | 10 september 2017 | 2    | 3:00 | Västerås, Sverige          |                      |
| Vinst    | 1-1   | Hayley Valentine (ENG) | Submission (armbar)    | Battle Arena 52                | 17 november 2018  | 2    | 2:42 | Birmingham, England        |                      |
| Förlust  | 1-2   | Nina Back (SWE)        | Domslut (enhälligt)    | SMMAF Svenska Mästerskapen     | 27 januari 2019   | 3    | 5:00 | Västerås, Sverige          | Final                |
| Vinst    | 2-2   | Ludivine Diallo (FRA)  | TKO (ground and pound) | Battle Arena 55                | 13 april 2019     | 1    | 0:55 | Kettering, England         |                      |
| Förlust  | 2-3   | Clara Danssmann (GER)  | Domslut (enhälligt)    | IMMAF-WMMAA Europeiska öppna   | 21 juni 2019      | 3    | 5:00 | Kettering, England         | Kvartsfinal          |
| Förlust  | 2-4   | Shanelle Dyer (ENG)    | TKO                    | Cage Warriors Academy SE 24    | 19 oktober 2019   | 3    | 2:51 | Colchester, Essex, England |                      |
| Vinst    | 3-4   | Jenna Horto (FIN)      | Domslut (enhälligt)    | IMMAF-WMMAA Världsmästerskapen | 13 november 2019  | 3    | 5:00 | Manama, Bahrain            |                      |
| WO       | 4-4   | Nicole Geraldo (MEX)   | Geraldo missade vikten | IMMAF-WMMAA Världsmästerskapen | 14 november 2019  |      |      | Manama, Bahrain            | Mahmudi vidare på WO |
| Vinst    | 5-4   | Ayan Tursyn (KAZ)      | Domslut (enhälligt)    | IMMAF-WMMAA Världsmästerskapen | 16 november 2019  | 3    | 5:00 | Manama, Bahrain            | VM-final             |